# Unde dragoste nu e, nimic nu e
Unde dragoste nu e, nimic nu e este primul cântec al albumului cu același nume, compus de Roxana Popescu și interpretat de Gheorghe Gheorghiu.
Piesa a primit Diploma de popularitate „Șlăgare de Happy Aur” PRO TV, și un disc de platină acordat de casa de discuri „Mix Music”.

## 1234 (Unde dragoste nu e)
1234 (Unde dragoste nu e) este cel de-al patrulea single al cântăreței Delia de pe albumul „Deliria”. De muzică s-a ocupat Marius Moga și Gheorghe Ghiorghiu, piesa fiind un remake după celebra melodie a artistului, iar versurile poartă semnături precum Popescu Ileana Roxana, Marius Moga, Loredana Căvășdan și Robert Toma. În ciuda tuturor controverselor și criticilor aduse piesei, single-ul ajunge una dintre piesele verii.

### Bazele proiectului
Ce spune  Delia despre proiect: 
 „Videoclipul este un fel de continuare a lui “Da, mama”. Este despre viața mea, în clip apar prieteni, oameni apropiați, nu e vorba de o simplă figurație. Cam fiecare persoana de acolo are locul bine așezat . Apar toți ai mei, exact cum spun și în piesă. Piesa este făcută de Marius Moga și e un remake după celebra Unde dragoste nu e a lui Gheorghe Gheorghiu care s-a simțit onorat că îi folosim refrenul. O simt ca pe un stadiu 2 al Da, mama, doar că nu e pe nostalgie, ci pe fericire și distracție” 

### Live
Melodia s-a auzit prima dată live pe 9 mai 2016 în timpul emisiunii „Morning ZU”, cu două luni înainte ca aceasta să fie lansată în varaintă audio ca single. Interpretarea Deliei din studioul Radio Zu a fost înregistrată și postată pe contul oficial de YouTube al radio-ului unde a strâns peste 900.000 de vizualizări.

### Videoclip
Videoclipul piesei a fost filmat într-o locație din Centrul Vechi al Bucureștiului în regia lui Alex Ceaușu. În ziua lansării, pe 12 iulie 2016, acesta este încărcat pe contul oficial de YouTube al casei de discuri Cat Music unde a strâns peste 10.000.000 de vizualizări într-o lună. În prezent este al șaptelea videoclip al artistei ca număr de vizualizări cu peste 15.000.000.

### Controverse
Videoclipul single-ului a fost intens discutat și criticat pentru îndrăzneala conceptului considerat vulgar și inadecvat pentru a putea fi privit fără restricții de vârstă. Astfel, 1234 (Unde dragoste nu e) ajunge cel mai neapreciat videoclip de pe YouTube al artistei cu un număr de peste 35.000 de dislike-uri.  Delia a transmis un mesaj dur prin intermediul sereniti.ro tuturor celor revoltați.

### Topuri
| Grafic (2016)                  | Poziția |
| ------------------------------ | ------- |
| România (Romanian Top 100)     | 51      |
| România (Most Wanted/Radio Zu) | 22      |

### Lansări
| Țara    | Data          | Format           | Casă discuri |
| ------- | ------------- | ---------------- | ------------ |
| România | 12 iulie 2016 | Digital Download | Cat Music    |

## Legături externe
- Unde dragoste nu e, nimic nu e la Discogs